# Distrikt Jauja
Der Distrikt Jauja liegt in der Provinz Jauja in der Region Junín in Südwest-Zentral-Peru. Der Distrikt wurde im Jahr 1822 gegründet. Er hat eine Fläche von 9,85 km². Beim Zensus 2017 lebten 17.908 Einwohner in Sausa. Im Jahr 1993 lag die Einwohnerzahl bei 19.275, im Jahr 2007 bei 16.524. Verwaltungssitz ist die 3340 m hoch gelegene Provinzhauptstadt Jauja mit 17.796 Einwohnern (Stand 2017). Die Stadt ist quasi deckungsgleich mit dem Distrikt Jauja. Jauja befindet sich 45 km nordnordwestlich der Regionshauptstadt Huancayo. Im Südosten des Distrikts befindet sich der Flughafen von Jauja.

## Geografische Lage
Der Distrikt Jauja liegt im Andenhochland zentral in der Provinz Jauja. Er hat eine maximale Längsausdehnung in NW-SO-Richtung von etwa 6,5 km. Der Río Mantaro fließt 3 km südwestlich und südlich an Jauja vorbei. Dessen linker Nebenfluss Río Yacus bildet die östliche Distriktgrenze.
Der Distrikt Jauja grenzt im Westen an den Distrikt Acolla, im Norden an den Distrikt Pancán, im Nordosten an den Distrikt Huertas, im Südosten an den Distrikt Ataura sowie im Süden an die Distrikte Sausa und Yauyos.